# Chatsworth (Illinois)
Chatsworth je gradић u američkoj saveznoj državi Ilinois. Prema popisu stanovništva iz 2010. u njemu je živjelo 1.205 stanovnika.